# Насіннєїд малий
Насіннєїд малий (Catamenia analis) — вид горобцеподібних птахів родини саякових (Thraupidae). Мешкає в Андах.

## Підвиди
Виділяють сім підвидів:

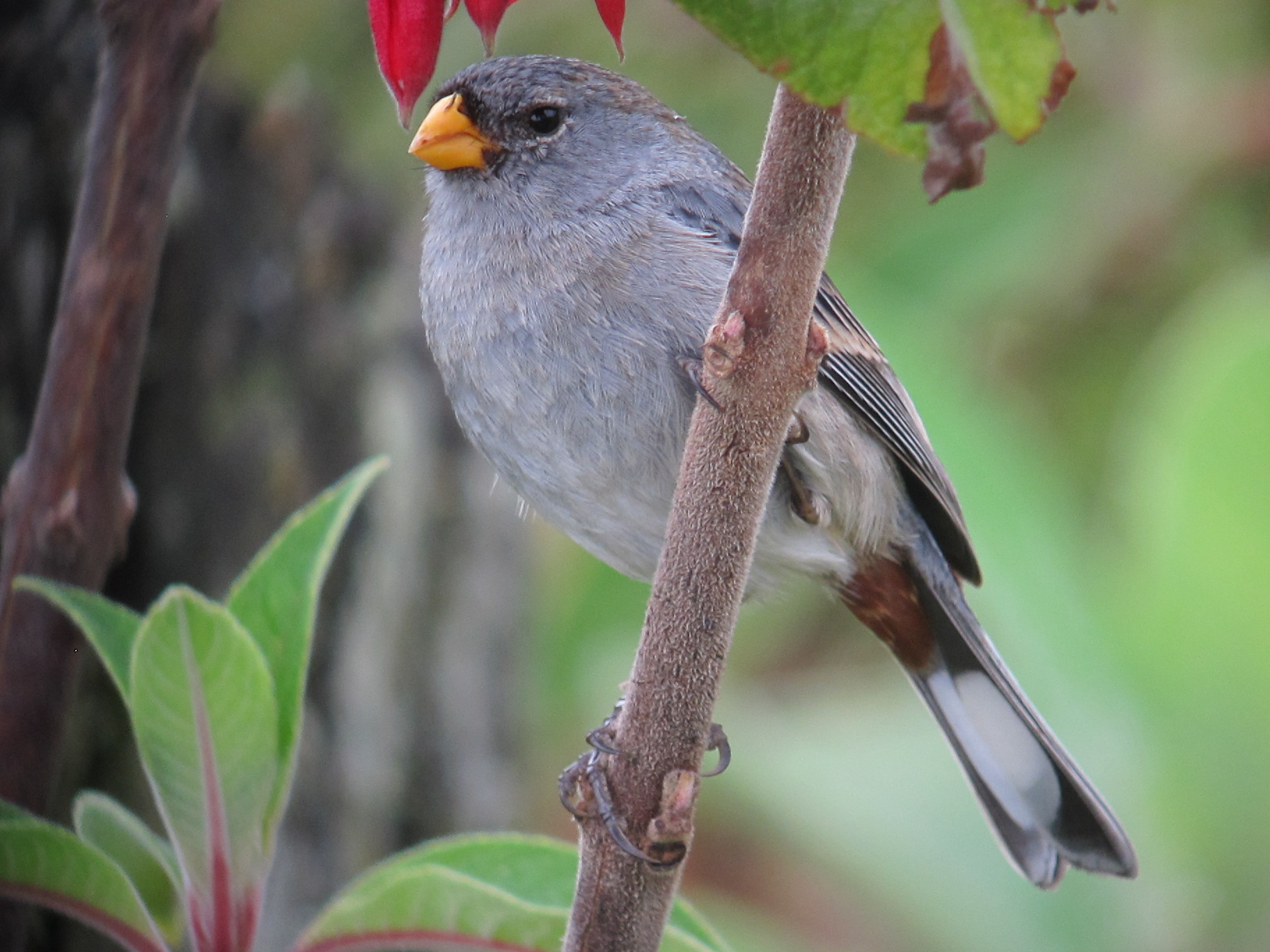
Малий насіннєїд

- C. a. alpica Bangs, 1902 — Сьєрра-Невада-де-Санта-Марта (північно-східна Колумбія);
- C. a. schistaceifrons Chapman, 1915 — Східний хребет Колумбійських Анд;
- C. a. soderstromi Chapman, 1924 — Анди на півночі Еквадору (від Імбабури до Чимборасо);
- C. a. insignis Zimmer, JT, 1930 — східні схили Перуанських Анд (від Кахамарки до Анкаша);
- C. a. analoides (Lafresnaye, 1847) — західні схили Перуанських Анд (від П'юри до Аякучо);
- C. a. griseiventris Chapman, 1919 — Анди на південному сходу Перу (Куско);
- C. a. analis (d'Orbigny & Lafresnaye, 1837) — Анди в північному Чилі (Аріка, Тарапака), Болівії і Аргентині (на південь до Неукена і Ла-Пампи), Сьєррас-де-Кордова[en].

## Поширення і екологія
Малі насіннєїди мешкають в Колумбії, Еквадорі, Перу, Болівії, Чилі і Аргентині. Вони живуть на сухих і високогірних луках, у вологих і гірських чагарникових заростях, на полях і плантаціях. Зустрічаються на висоті від 1000 до 3600 м над рівнем моря.